# 小行星23811
小行星23811（23811 Connorivens）是一颗绕太阳运转的小行星，为主小行星带小行星。该小行星于1998年8月19日发现。

## 轨道参数
小行星23811的轨道半长轴为390 400 588 km，2.6096296 UA，离心率为0.137。